# Règle de l'uptick
La règle de l'uptick ((en) uptick rule) est un mécanisme d'encadrement du prix appliqué aux ventes à découvert sur les marchés financiers.
Cette règle impose, sous réserve de certaines exceptions, que lorsqu'une valeur mobilière est vendue, elle doit l'être soit à un prix supérieur au prix auquel la vente immédiatement antérieure a été effectuée, soit au dernier prix de vente s'il est plus élevé que le dernier prix. En 1938, la SEC a adopté la règle de l'up-tick, plus officiellement connue sous le nom de l'article 10 bis-1, après avoir procédé à une enquête sur les effets de la concentration des ventes à découvert au cours de l'accalmie des marchés en 1937.
La NASD (National Association of Securities Dealers) et le Nasdaq ont adopté leurs propres tests du prix de vente à découvert en s'appuyant sur la dernière offre plutôt que sur la dernière vente.
La règle a été adoptée par la suite par d'autres pays, notamment le Canada, l'Australie et le Japon; Hong Kong l'a instituée à la suite de la Crise économique asiatique de 1997.
Au fil des années, la règle a été de plus en plus mise en cause par les professionnels et assortie d'exemptions croissantes. Avec l'augmentation des volumes de transactions boursières et l'apparition des plateformes multilatérales de négociation et des systèmes internes d'exécution des ordres, la règle devenait inapplicable et inopérante, seule la bourse de New York y étant assujettie.

Après une période de test en 2004, pendant laquelle la règle fut suspendue, sans révéler d'augmentation significative de la volatilité des titres concernés, la SEC conclut que l'efficacité du dispositif n'était pas probante, et la supprima en 2007. Mais en 2010 à la suite de la crise économique, la SEC décidera finalement de réintroduire la règle de l'uptick dans une nouvelle version, alternative uptick rule, bien moins restrictive car ne s'appliquant pas sur tous les produits de bourse et tout le temps.
 (décembre 2013).
.